# Pakicetus
Pakicetus je bio rod izumrlih predaka kitova, koji se svrstava u porodicu Pakicetidae, endemičnu za eocenski Pakistan (prije 55,8 do 40,4 milijuna godina). Velika većina paleontologa smatra ga najprimitivnijim kitom.

## Taksonomija
Ichthyolestes pinfoldi

 P. calcis, P. chittas

 P. inachus

Gingerich i Russell (1981.), Carroll (1988.) i Benton (1993.) su svrstali rod Pakicetus u porodicu Protocetidae. Poslije su ga Gingerich i Russell (1990.) i McKenna i Bell (1997.) svrstali u potporodicu Pakicetinae, da bi ga na kraju Thewissen i Hussain (1998.), Thewissen et al. (2001.), Thewissen et al. (2001), Geisler i Sanders (2003.), McLeod i Barnes (2008.) i Uhen (2010.) svrstali u porodicu Pakicetidae.

## Opis
Prvi pronađeni fosil sastojao se od nepotpune lubanje, koja se sastojala od gornjeg dijela ("krova"), slomljene čeljusti i nekoliko zuba. Smatralo se da je pripadala nekom mezonihidu, ali su Gingerich i Russell 1981. prepoznali da je u pitanju vrsta ranog kita, na osnovu osobina unutrašnjeg uha koje postoje samo kod kitova: veliki slušni mjehur formira samo ektotimpanička kost. To ukazuje na to da je u pitanju prijelazna vrsta između izumrlih kopnenih sisavaca i današnjih kitova.
Na naslovnoj stranici časopisa Science prikazan je kao vodozemni sisavac pomalo sličan krokodilu, koji lovi ribu.

### Mogućnost vodozemnog života
2001. su otkriveni malo potpuniji skeletalni ostaci, koji su naveli na zaključak da je Pakicetus bio pretežno kopnena životinja veličine vuka i vrlo sličan srodnim mezonhidima. Thewissen et al. 2001. su napisali da su "pakicetidi bili kopneni sisavci, ništa više vodozemni od tapira."
Međutim, Thewissen et al. 2009. su tvrdili da su se "očne šupljine ... tih kitova nalazile blizu jedna drugoj na vrhu lubanje, kao što je često slučaj kod vodenih životinja koje većinu vremena provode u vodi, prateći obalu kako bi uhvatile neoprezne životinje, koje bi došle da se napiju. Kao i kod Indohyusa, kosti udova bile su osteosklerotične, što ukazuje na život u vodenom staništu" (jer teške kosti pružaju balast).

## Rasprostranjenost fosila
Prvi fosili su pronađeni u Pakistanu, zbog čega taj rod nosi takav naziv. Slojevi tla na zapadu Pakistana, u kojima su fosili pronađeni, u prošlosti su bili obalna regija oceana Tethys.